# Indústria de l'automòbil a Turquia

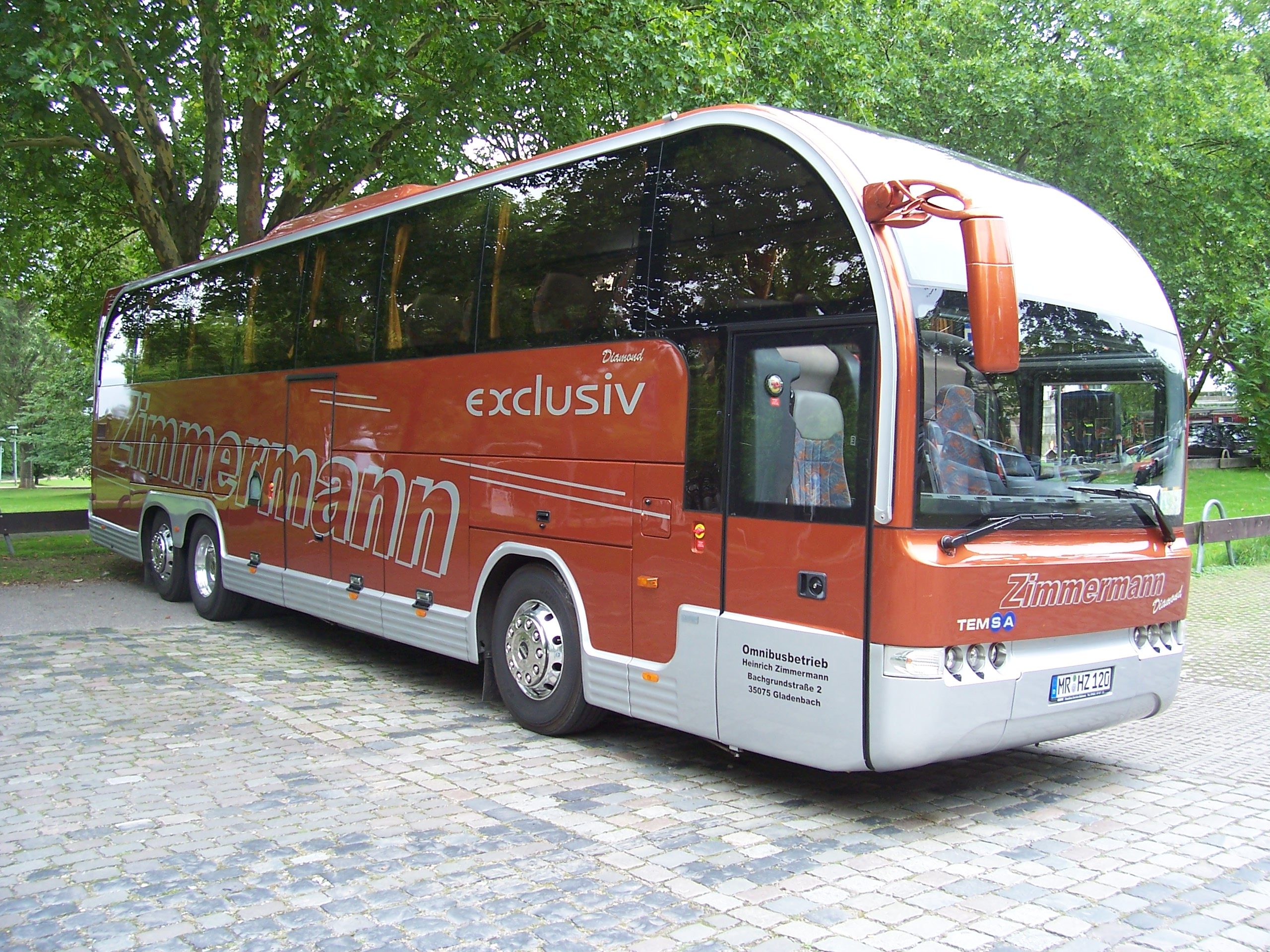
Les companyies d'automoció turques, com ara TEMSA, Otokar i BMC es troben entre els més importants fabricants mundials d'autobusos, furgonetes i camions.

La indústria d'automoció a Turquia té un paper important en el sector secundari de l'economia turca. Les companyies que operen en el sector automotiu turc estan situades principalment a la Regió de la Màrmara. El 2008 Turquia va produir 1,147,110 vehicles a motr, la qual cosa el situa com el sisè productor més important d'Europa i el quinzè del món.

## Història
El 1959 la fàbrica Otosan es va establir a Istanbul per produir els models de la Ford Motor Company sota llicència a Turquia.
El 1961 el sedan Devrim es fabricava a la fàbrica Tülomsa a Eskişehir. Era el primer automòbil turc íntegrament dissenyat i produït a Turquia.
El 1964, es van començar a produir vehicles Austin i Morris de la British Motor Corporation sota llicència a la fàbrica BMC d'Esmirna. La marca BMC, posteriorment, fou adquirida pel grup turc Çukurova, el 1989, i actualment produeix tots els models BMC al món.
El 1966 Anadol es convertia en la primera marca d'automòbils turca produïda en sèrie. Tots els models Anadol eren produïts per la fàbrica Otosan a Istanbul.
El 1968 es va obrir la fàbrica de Tofaş a Bursa per produir models de FIAT sota llicència.
El 1969 es va establir la fàbrica d'Oyak-Renault a Bursa, per produir models de Renault.
Altres fabricants d'automòbils mundials, com Toyota, Honda, Opel, Hyundai, Mercedes-benz i MAN SE produeixen automòbils, furgonetes, autobusos i camions a les seves fàbriques turques. Hi ha també un cert nombre de marques d'autobús i camió turques, com BMC, Otokar i TEMSA.
El 2004, Turquia exportava 518.000 vehicles l'any, principalment als estats membres de la Unió Europea.
El 2006, el Banc Europeu d'Inversions va prestar 157 milions d'euros a Tofaş per desenvolupar conjuntament desenvolupar i produir amb PSA Peugeot Citroën i Fiat Auto vehicles comercials petits per al mercat europeu. El préstec, finançament de part de les inversions totals, estimades en 400 milions d'euros, estava pensat per aconseguir una expansió important de les capacitats de producció de la companyia i crear al voltant de 5.000 nous llocs de treball.
Com a molts països, la indústria de fabricació de cotxes s'ha vist significativament afectada per la crisi financera global. El març de 2009, l'Associació d'Indústria Automotriu de Turquia (OSD) deia que la producció d'automòbils caigué prop d'un 63% interanual durant els primers dos mesos de 2009, així com les exportacions, que caigueren d'un 61,6% en el mateix període.

## Producció

Mapa de la producció mundial de vehicles el 2007.

Turquia va produir 1,072,978 vehicles automòbils el 2012 la qual suposa un decreixement del 9,8% respecte al mateix període de l'any anterior. Figura com el 7è productor automotriu més gran a Europa; darrere Alemanya (5,819,614), França (3,174,260), Espanya (2,770,435), el Regne Unit (1,648,388), Rússia (1,508,358) i Itàlia (1,211,594), respectivament.
La capacitat combinada de les 6 companyies que produïen automòbils romania a 726.000 per any el 2002, i va arribar a 991,621 per any el 2006. El 2002, Fiat/Tofaş tenia un 34% d'aquesta capacitat, Oyak/Renault un 31%, Hyundai/Assan i Toyota un 14% cadascun, Honda 4%, i Ford/Otosan un 3% .
Amb un grup de proveïdors de fabricants de cotxes i components, el sector automotriu turc ha esdevingut una part integral de la xarxa global de bases de producció, i exportà per valor de $22,944,000,000 de vehicles automòbils i components el 2008.